# ラス・パルマス県
ラス・パルマス県（ラス・パルマスけん、スペイン語: Provincia de Las Palmas）は、スペイン・カナリア諸島州に属する県。
ラス・パルマス県とサンタ・クルス・デ・テネリフェ県からなるカナリア諸島州のうち、東側半分の島々で構成される。県都はラス・パルマス・デ・グラン・カナリア。34のムニシピオ（基礎自治体）からなる。

## 歴史
カナリア諸島には先住民のグアンチェ族が住んでいたが、15世紀にスペイン人によって征服された。1833年スペイン地方行政区分再編によって、カナリア諸島全体を範囲としてカナリア諸島県が設置され、サンタ・クルス・デ・テネリフェが県都となった。ミゲル・プリモ・デ・リベラ独裁体制下の1927年には、カナリア諸島県が東西に分割されてラス・パルマス県が成立した。これによってスペインは現行の50県体制が確立した。

## 地理
グラン・カナリア島、フエルテベントゥーラ島、ランサローテ島の主要な3島に加えて、アレグランサ島、グラシオーサ島、モンターニャ・クララ、ロボス島、ロケ・デル・エステ、ロケ・デル・オエステからなる。面積は4065.78km2であり、カナリア諸島州の54.6%を占めている。
県都はラス・パルマス・デ・グラン・カナリアであり、ラス・パスマス・デ・グラン・カナリアはテネリフェ島のサンタ・クルス・デ・テネリフェとともにカナリア諸島州の共同州都である。2010年のラス・パルマス県の人口は1,090,605人であり、40%弱が県都に住んでいる。単に「ラス・パルマス」と表記する場合、県名と県都名のどちらを指すこともある。ランサローテ島にはティマンファヤ国立公園がある。

### 人口
| ラス・パルマス県の人口推移 1900－2010                   |
|                                                         |
| 出典:INE（スペイン国立統計局）1900年 - 1991年、1996年 - |

## 行政区画

### 主な自治体
| 順位 | 基礎自治体                           | 島嶼                   | 人口 （2010年） |
| ---- | ------------------------------------ | ---------------------- | --------------- |
| 1    | ラス・パルマス・デ・グラン・カナリア | グラン・カナリア島     | 383,308         |
| 2    | テルデ                               | グラン・カナリア島     | 100,900         |
| 3    | サンタ・ルシーア・デ・ティラハーナ   | グラン・カナリア島     | 64,845          |
| 4    | アレシフェ                           | ランサローテ島         | 58,156          |
| 5    | サン・バルトロメ・デ・ティラハーナ   | グラン・カナリア島     | 53,288          |
| 6    | アルーカス                           | グラン・カナリア島     | 36,745          |
| 7    | プエルト・デル・ロサリオ             | フエルテベントゥーラ島 | 35,702          |
| 8    | インヘニオ                           | グラン・カナリア島     | 29,640          |
| 9    | アグイーメス                         | グラン・カナリア島     | 29,431          |
| 10   | ガルダル                             | グラン・カナリア島     | 24,473          |

### 司法管轄区
県内は7の司法管轄区に分けられる。太字は中心自治体。
1. アレシーフェ司法管轄区[5] - アレシーフェ、アリーア、サン・バルトロメ、テギーセ、ティーアス、ティナッホ、ジャイサ
2. ラス・パルマス・デ・グラン・カナリア司法管轄区[6] - ラス・パルマス・デ・グラン・カナリア、サンタ・ブリヒダ、ベガ・デ・サン・マテーオ
3. プエルト・デル・ロサリオ司法管轄区[7] - アンティグア、ベタンクリア、ラ・オリーバ、パハラ、プエルト・デル・ロサリオ、トゥイネーヘ
4. サンタ・マリーア・デ・ギア・デ・カナリア司法管轄区[8] - アガエーテ、ガルダル、モジャ、サン・ニコラス・デ・トレンティーノ、サンタ・マリーア・デ・ギア・デ・カナリア
5. テルデ司法管轄区[9] - アグイーメス、インヘニオ、テルデ、バルセキージョ・デ・グラン・カナリア
6. サン・バルトロメ・デ・ティラハーナ司法管轄区[10] - モガン、サン・バルトロメ・デ・ティラハーナ、サンタ・ルシーア・デ・ティラハーナ
7. アルーカス司法管轄区[11] - アルテナーラ、アルーカス、フィルガス、テヘーダ、テロール、バジェセコ

## 政治
ラス・パルマス県では上院5議席、下院8議席が割り当てられている。その内訳は、上院では、国民党（PP）が4議席、スペイン社会労働党（PSOE）が1議席、下院では、国民党が5議席、スペイン社会労働党が2議席、カナリア連合（CC-NC-PNC）が1議席となっている（2011年11月総選挙の結果）。またカナリア諸島自治州議会の議席は島ごとに割り当てられており、ラス・パルマス県では、グラン・カナリア島：15議席、ランサローテ島：7議席、フエルテベントゥーラ島：7議席となっている。